# Пилета (Бјела)
Пилета је насеље у Италији у округу Бијела, региону Пијемонт.
Према процени из 2011. у насељу је живело 82 становника. Насеље се налази на надморској висини од 587 м.